# Paicines AVA
Paicines AVA (anerkannt seit dem 16. August 1982) ist ein Weinbaugebiet im US-Bundesstaat Kalifornien. Das Gebiet liegt im südöstlichen Teil des Verwaltungsgebiet San Benito County und ist Teil der übergeordneten Central Coast AVA und San Benito AVA. Westlich davon schließen sich die Cienega Valley AVA und Lime Kiln Valley AVA an.
Paicines ist das wärmste Weinbaugebiet im Bereich von San Benito, aber immer noch kühler als die Gebiete, die sich weiter östlich im Central Valley befinden.